# Усікновення глави Іоанна Хрестителя (Караваджо)
Усікновення глави Іоанна Хрестителя — картина італійського художника Караваджо, написана олією. На полотні, розміром 3,7 м на 5,2 м, зображено страту Івана Хрестителя. Картина перебуває в Ораторії собору Святого Іоанна у Валлетті, Мальта.
За словами Андреа Помелли в книзі «Караваджо: Художник через образи» (2005), ця робота вважається шедевром Караваджо, а також «однією з найважливіших робіт у західному живописі». Джонатан Джонс описав «Усікновення глави Іоанна Хрестителя» як один із десяти найбільших творів мистецтва всіх часів: «Смерть і людська жорстокість оголюються цим шедевром, оскільки його масштаб і тінь лякають та оволодівають розумом».

## Композиція
Картина, написана олією на полотні, розміром 3,7 м на 5,2 м. Переважають яскраві червоні та теплі жовті кольори, звичайні для періоду бароко з використанням світлотіні. На картині зображено страту Івана Хрестителя, коли поруч стоїть служниця із золотим блюдом, щоб отримати його голову. Інша жінка, яку ідентифікували як Іродіаду або просто перехожу, яка розуміє, що страта неправильна, стоїть осторонь, в той час як тюремник дає вказівки, а кат витягує кинджал, щоб завершити обезголовлення. Сцена, популярна серед італійських художників загалом і самого Караваджо, не напряму натхнена Біблією, а скоріше розповіддю, описаною в Золотій легенді .
Це єдина робота Караваджо, на якій стоїть підпис художника, який він помістив на крові, що пролилася з перерізаного горла Хрестителя. На зображенні є значний порожній простір, але оскільки полотно досить велике, фігури приблизно в натуральну величину.
Караваджо черпав основу для своєї творчості зі спогадів про час, проведений у в'язниці мальтійських лицарів. Що характерно для його пізніших картин, кількість реквізитів і деталей у використаному реквізиті мінімальні.

## Історія

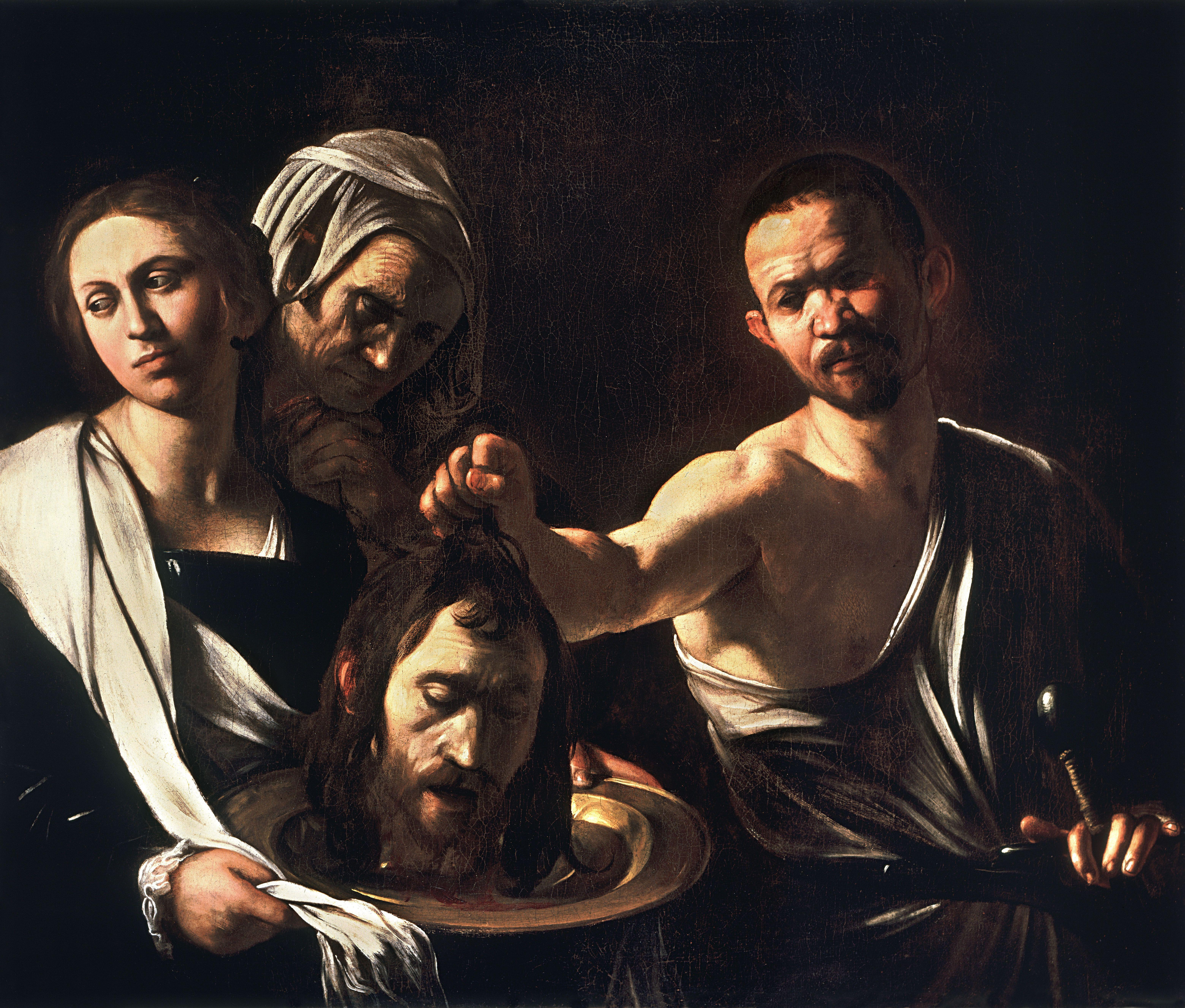
Саломея з головою Івана Хрестителя, Караваджо (Лондон)

Завершена в 1608 році на Мальті, картина була замовлена госпітальєрами Мальти як вівтарний образ; це була найбільша вівтарна картина, яку коли-небудь написав Караваджо. Він досі висить у соборі Святого Іоанна у мальтійській Валлетті, для якого він був замовлений і де сам Караваджо був прийнятий та недовго служив лицарем. Служіння Караваджо Ордену була коротким і неспокійним, однак, оскільки він невдовзі переховувався від правосуддя, уникнувши ув'язнення за незареєстрований злочин. Коли Караваджо був заочно позбавлений сану  Ордену приблизно через шість місяців після його вступу в індукцію, церемонія відбулася в ораторії, перед цією самою картиною.

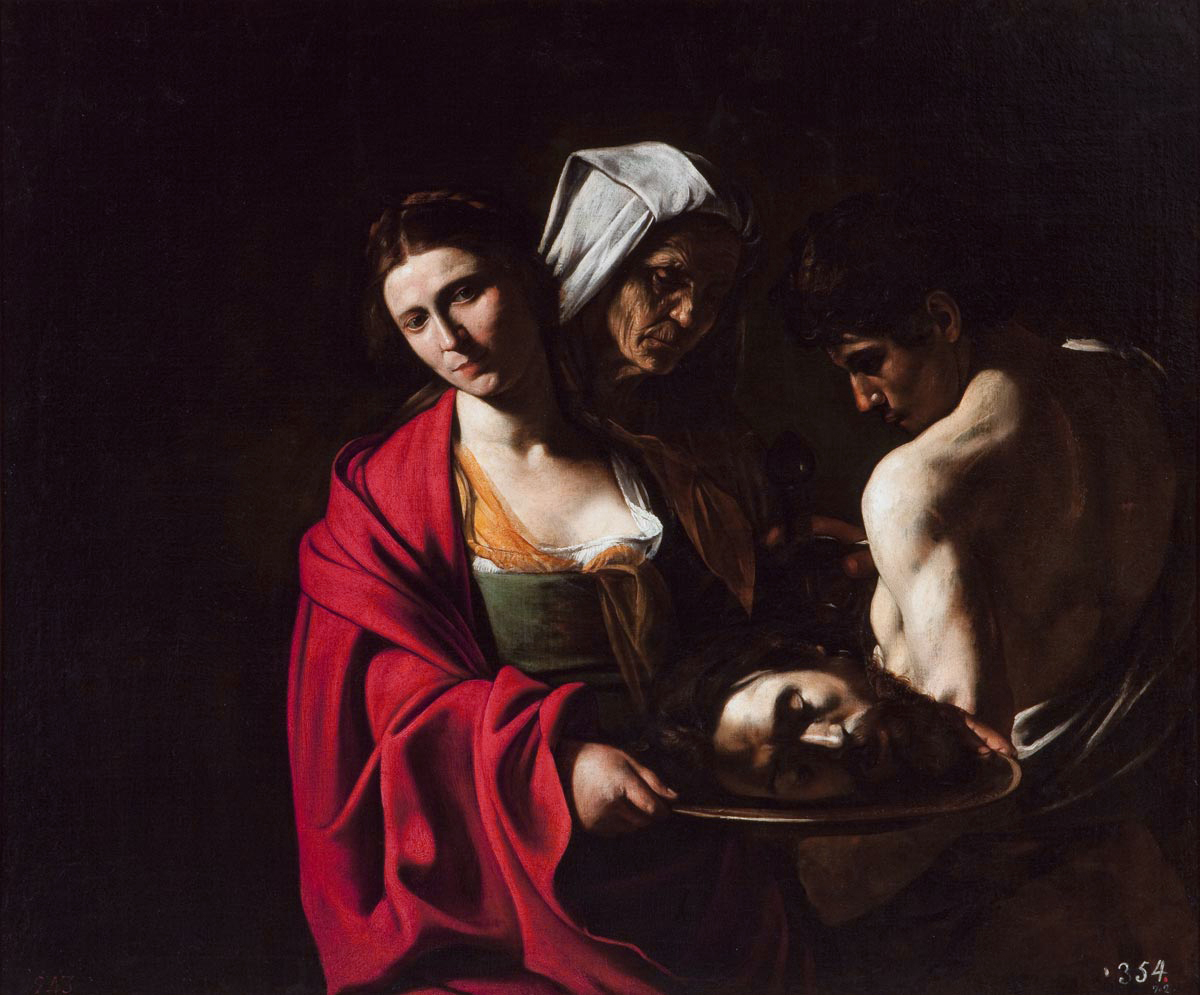
Саломея з головою Івана Хрестителя, Караваджо (Мадрид)

Караваджо створив кілька творів, що зображують моменти після події, зображеної тут. Один з них виставлений в лондонській Національній галереї; інший — у Королівському палаці Мадрида. Вважається, що одним з них може бути зображення, яке Караваджо, нібито, надіслав, намагаючись щоб заспокоїти Алофа де Віньякура, Великого магістра лицарів, який вигнав Караваджо, але це точно не відомо.
Усікновення глави Святого Іоанна Хрестителя було сильно пошкоджено Картину було частково відреставровано в 1950-х роках перед видатною виставкою в Римі в 1955—1956 роках, яка привернула до роботи значну увагу. Саме під час реставрації підпис Караваджо в крові став помітний для сучасних глядачів. Підпис є предметом певної суперечки. Робота підписана f. Michelang.o (f, щоб позначити його братство в ордені), але широко стверджується, що Караваджо підписав «Я, Караваджо, зробив це», зізнаючись у якомусь злочині — можливо, пов'язаному зі смертю Рануччо Томассоні в 1606 році руками Караваджо, які змусили художника втекти з Риму.